# La tête haute
La tête haute ist ein französisches Filmdrama von Emmanuelle Bercot aus dem Jahr 2015.

## Handlung
Schon im Alter von sechs Jahren ist Malony mit der Justiz in Kontakt. Seine Mutter Séverine muss mit ihm und dem Neugeborenen Bruder Toni bei Jugendrichterin Florence Blaque vorsprechen, da Malony bereits mehrere Wochen in der Schule gefehlt hat und eine Kooperation mit der Sozialarbeiterin ablehnt. Malonys Vater lebt nicht mehr und sein Stiefvater, der ihn adoptiert hatte, hat die Familie verlassen. Sévérine gibt zu, mit Malony überfordert zu sein, da er immer wieder Wutausbrüche hat. Sie lässt ihn bei der Jugendrichterin zurück, die eine Unterbringung in einem Heim anordnet.
Jahre vergehen und Malony ist schließlich 15 Jahre alt. Er ist seit zwei Jahren kaum in der Schule gewesen und ist regelmäßig polizeilich auffällig. Sein Betreuer vom Jugendamt gibt auf und Malony erhält einen neuen – Yann, der selbst einst im Gefängnis gesessen hat. Als Malony ein Auto stiehlt und die Öffentlichkeit mit Raserei gefährdet, wird er von Florence Blaque zu einem sechsmonatigen Aufenthalt in einem Centre éducatif fermé (CEF) verurteilt. In dieser Art der geschlossenen Rehabilitierungsanstalt soll ihm der Weg zu einer Schulrückkehr geebnet werden. Malony bessert sich etwas und lernt Schreiben, versagt jedoch bei der Vorstellung in der Schule, während der er einen unkontrollierten Wutanfall hat. Im CEF lernt er Tess, die Tochter einer Betreuerin, kennen. Er schläft mit ihr, was einer Vergewaltigung gleichkommt, nach der beide weinen. Seiner Mutter kann er sich anschließend am Telefon öffnen und gesteht ihr, dass er sie vermisst. Im CEF feiert Malony kurz darauf seinen 16. Geburtstag.
Da ein weiterer Schulbesuch nicht infrage kommt, beginnt Malony eine von Yann organisierte Arbeit in einem Café. Er ist unmotiviert und schwänzt schon bald die Arbeit. Yann zwingt ihn, zur Arbeit zu gehen, wird von ihm mit einer Schere angegriffen und schlägt ihn. Dafür wird Yann von Florence Blaque verwarnt. Er ist nahe daran, aufzugeben, erkennt er bei Malony doch keinen Fortschritt und glaubt, dass die Lage hoffnungslos ist. Florence Blaque macht ihm Mut.
Es ist kurz vor Weihnachten, als Malony auf Arbeit Besuch von seiner Mutter erhält. Sie gesteht, dass ihr Sohn Toni von den Behörden weggenommen wurde, da sie in Anwesenheit des Kindes mit einer Freundin Joints geraucht habe und Toni dabei eine Rauchvergiftung erlitten habe. Malony ist wütend, stiehlt am 24. Dezember ein Auto, bricht bei der Pflegefamilie ein und holt Toni. Als dieser seine Mutter anrufen will, will Malony es verhindern – das Auto überschlägt sich. Malony wird kurz darauf von Florence Blaque in Untersuchungshaft genommen. Malony bedankt sich, Yann ist außer sich. Im Gefängnis erhält Malony Besuch von seiner Mutter. Er erkennt, dass sie ihre Kinder vor ihrem neuen Freund verschweigt und ist außer sich. Kurz darauf besuchen ihn Yann und Tess. Tess gesteht ihm, schwanger zu sein, doch will Malony das Kind nicht. Bei der Gerichtsverhandlung über den Unfall und den Diebstahl des Autos entschuldigt sich Malony bei den Geschädigten. Florence Blaque verurteilt ihn zu sechs Monaten Haft, davon fünf auf Bewährung, sowie einem anschließenden sechsmonatigen Aufenthalt in einem anderen CEF. Da Malony bereits einen Monat in Untersuchungshaft verbracht hat, wird er direkt zum CEF gebracht. Er reißt aus, als er erfährt, dass Tess im Krankenhaus ist, um das Kind abtreiben zu lassen. Er bekennt sich zu ihr und dem Kind und verhindert die Abtreibung. Weil er ausgerissen ist, darf er kurz darauf nicht wie geplant mit seiner Mutter einen Ausflug unternehmen. Er verletzt die hochschwangere CEF-Leiterin, woraufhin Sévérine ausrastet und Malony harsch ihre Meinung sagt. Erstmals übernimmt sie Verantwortung als Mutter. In der Folge bessert sich Malonys Verhalten. Er arbeitet im Rahmen des CEF-Aufenthalts im Holzgewerbe und fährt Gabelstapler. Er entwickelt Vertrauen zu Yann und plant, für sein Kind da zu sein. Im CEF feiert er seinen 17. Geburtstag. Bald darauf wird er Vater. Mit dem Baby im Arm geht er zu Florence Blaque. Sie wird in den Ruhestand gehen, zehn Jahre ihrer Arbeitszeit hat sie unter anderem mit der Betreuung von Malony verbracht. Langsam verlässt Malony mit seinem Kind das Justizgebäude.

## Produktion

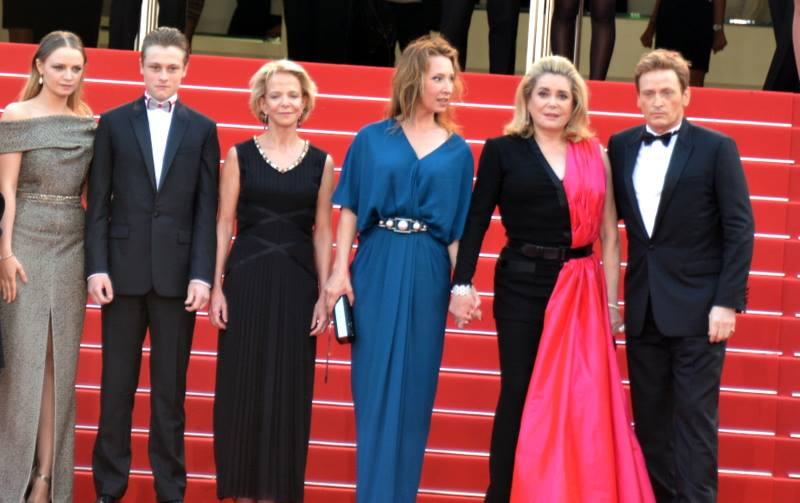
Sara Forestier, Rod Paradot, Frédérique Bredin, Emmanuelle Bercot, Catherine Deneuve und Benoît Magimel (v. l. n. r.) bei der Präsentation des Films in Cannes

La tête haute war das Filmdebüt von Rod Paradot, der zum Zeitpunkt der Dreharbeiten 18 Jahre alt war. Die Dreharbeiten fanden ab Juli 2014 unter anderem in Amiens, Boulogne-sur-Mer, dem Tribunal de Grande Instance in Dunkerque, im Département Isère (Saint-Marcellin, Méaudre, Villard-de-Lans), in La Chapelle-en-Vercors sowie an zwei Tagen in Meyzieu (u. a. Szenen im CEF) statt. Der Arbeitstitel des Films lautete Double peine. Die Kostüme schuf Pascaline Chavanne, die Filmbauten stammen von Éric Barboza.
Der Film erlebte am 13. Mai 2015 auf den Internationalen Filmfestspielen von Cannes als Eröffnungsfilm seine Premiere und lief am selben Tag in den französischen Kinos an. In Deutschland wurde der Film erstmals am 27. Juni 2015 auf dem Filmfest München gezeigt. Im deutschsprachigen Teil der Schweiz lief er ab 10. September 2015 unter dem Originaltitel im Kino.

## Auszeichnungen

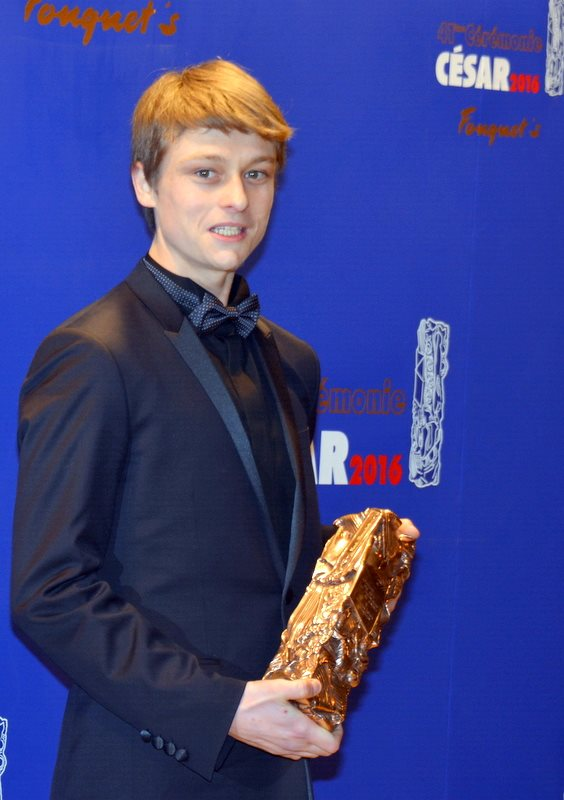
Rod Paradot mit dem César als Bester Nachwuchsdarsteller

Auf dem Festival du Film de Cabourg gewann Benoît Magimel 2015 den Preis als Bester Darsteller. Rod Paradot wurde mit dem Prix Premier Rendez-vous in der Kategorie Schauspieler ausgezeichnet.
La tête haute gewann 2016 zwei Césars in den Kategorien Bester Nebendarsteller (Benoît Magimel) und Bester Nachwuchsdarsteller (Rod Paradot). In sechs weiteren Kategorien war der Film für einen César nominiert: in den Kategorien Beste Nebendarstellerin (Sara Forestier), Beste Regie (Emmanuelle Bercot), Beste Hauptdarstellerin (Catherine Deneuve), Beste Nachwuchsdarstellerin (Diane Rouxel), Bestes Originaldrehbuch (Emmanuelle Bercot und Marcia Romano) sowie Bester Film (François Kraus, Denis Pineau-Valencienne und Emmanuelle Bercot). Rod Paradot gewann 2016 einen Prix Lumières als Bester Nachwuchsdarsteller.